# Eugene P. Forrester

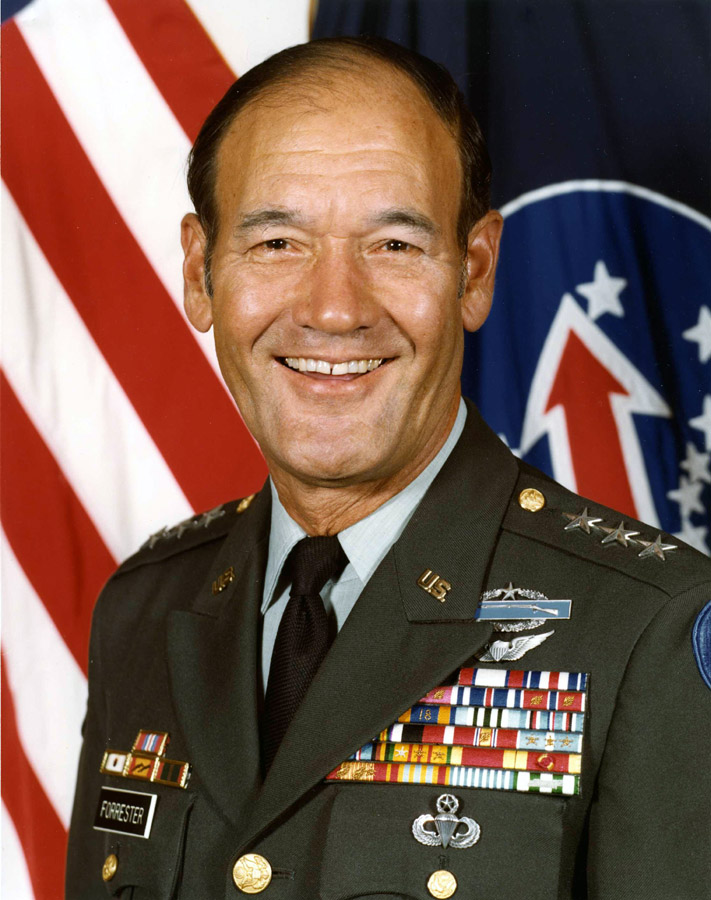
Eugene Priest Forrester

Eugene Priest Forrester  (* 17. April 1926 in Watertown, Wilson County, Tennessee; † 25. Juli 2012 in Washington, D.C.) war ein Generalleutnant der United States Army.
Eugene Forrester war der Sohn von Robert Lee Forrester (1889–1967) und dessen Frau Christine Elizabeth Phillips (1891–1980). In den Jahren 1944 bis 1948 durchlief er die United States Military Academy in West Point. Nach seiner Graduation wurde er als Leutnant der Infanterie zugeteilt. In der Armee durchlief er anschließend alle Offiziersränge bis zum Dreisterne-General.
Im Lauf seiner militärischen Karriere absolvierte Forrester verschiedene Kurse und Schulungen. Dazu gehörten unter anderem der Infantry Officer Advance Course, das Armed Forces Staff College, das Command and General Staff College, das National War College, das britische Staff College Camberley sowie die George Washington University. Außerdem erhielt er einen akademischen Grad von der Chung-Ang University in Seoul in Südkorea.
In seinen jüngeren Jahren absolvierte er den für Offiziere in den niederen Rangstufen üblichen Dienst in verschiedenen Einheiten und Standorten. Im weiteren Verlauf seiner Laufbahn kommandierte er Einheiten auf fast allen militärischen Ebenen. Zwischenzeitlich wurde er auch als Stabsoffizier eingesetzt. Von 1950 bis 1952 gehörte er den amerikanischen Besatzungstruppen in Österreich an. Anschließend nahm er als Kompanieführer im 9. Infanterie-Regiment am Koreakrieg teil. Dort war er an mehreren Gefechten beteiligt. Im Juli 1953 wurde er als Stabsoffizier nach Japan versetzt, wo er bis Ende 1953 verblieb.
Die folgenden zehn Jahre verbrachte er entweder in den erwähnten Schulen oder als Stabsoffizier bei verschiedenen Einheiten. Dazu gehörten auch zwei Jahre im Stab des Supreme Headquarters Allied Powers Europe (SHAPE). Im Jahr 1963 wurde er Leiter der Abteilung G3 (Operationen) im Stab der 82. Luftlandedivision. Nach einer zwischenzeitlichen Verwendung als Stabsoffizier im Pentagon wurde Forrester im August 1967 nach Südvietnam versetzt. Dort nahm er zunächst als Stabsoffizier im amerikanischen Hauptquartier und dann als Kommandeur der 3. Brigade der 4. Infanteriedivision am Vietnamkrieg teil. In dieser Eigenschaft war er mit seiner Einheit an mehreren Gefechten beteiligt, wofür er unter anderem mit dem Silver Star ausgezeichnet wurde. Nach einer kurzen Rückkehr nach Washington, D.C. als Stabsoffizier im Pentagon kehrte Eugene Forrester im Mai 1970 nach Vietnam zurück, wo er zunächst dem Stab der 1. Kavalleriedivision angehörte. Anschließend gehörte er dem Civil Operations and Revolutionary Development Support (CORD) an, einer gemeinsamen Organisation der USA und Südvietnams mit dem Ziel möglichst viele Vietnamesen unter der damaligen kommunistischen Herrschaft zum Aufstand gegen eben diese und zur Unterstützung Südvietnams zu bewegen.
Von 1973 bis 1975 kommandierte Forrester dann das United States Army Administration Center und dann von 1975 bis 1978 das United States Army Recruiting Command in Fort Sheridan, Illinois. Anschließend übernahm er den Oberbefehl über die 6. U.S.-Armee, die ihr Hauptquartier im Presidio bei San Francisco hatte. Dieses Kommando hatte er 1978 und 1979 inne. Danach kommandierte er das I. Korps in Südkorea, ehe er im Jahr 1981 als Nachfolger von Herbert E. Wolff das Kommando über das United States Army Western Command übernahm. Dieser in Fort Shafter bei Honolulu auf Hawaii ansässige Großverband war ein direkter Vorläufer der späteren United States Army Pacific. Nachdem er sein Kommando im Jahr 1983 an James Madison Lee übergeben hatte, ging Eugene Forrester in den Ruhestand.
Der mit Mary Louise Wagner (1927–1971) verheiratete Offizier starb am 25. Juli 2012 in der Bundeshauptstadt Washington D.C. und wurde auf dem Friedhof der Militärakademie in West Point beigesetzt.

## Orden und Auszeichnungen
Eugene Forrester erhielt im Lauf seiner militärischen Laufbahn unter anderem folgende Auszeichnungen:
- Army Distinguished Service Medal  (2-Mal)
- Silver Star
- Legion of Merit (4-Mal)
- Distinguished Flying Cross
- Bronze Star Medal (3-Mal)
- Air Medal